# Lorena Yácono
Lorena Yácono (ca. 1970) es una destacada bailarina, milonguera y coreógrafa de tango argentina. Conocida mundialmente desde que integró el elenco del espectáculo Tango Argentino de Claudio Segovia y Héctor Orezzoli, a fines de la década de 1980, formando parte del elenco que presentó el espectáculo en Londres en 1991, formando pareja de baile con Roberto Herrera. Desde 1997 integró también el elenco de Forever Tango de Luis Bravo, que estrenó la obra en Broadway ese año. Participó en varias películas sobre tango como Tango de Carlos Saura. Desde la década de 1990 formó pareja de vida y de baile con Fabio Narváez, radicándose en Salta, donde ambos fundaron The Tango Dancers Company.

## Biografía
Lorena Yácono comenzó a bailar con el Ballet Folklórico Nacional dirigido por Santiago Ayala (El Chúcaro) y Norma Viola.
A fines de la década de 1980, y luego del éxito mundial alcanzado por Tango Argentino con los estrenos en París (1983) y sobre todo Broadway (1985), Claudio Segovia y Héctor Orezzoli la convocan para integrar el elenco que recorrió el mundo hasta 1992, incluyendo las importantes presentaciones en Londres (1991) y Buenos Aires (1992). Roberto Herrera, su pareja en Tango Argentino, cuenta la anécdota de una caída de ambos mientras presentaban el espectáculo:

Nos caímos con Lorena Yácono ante 2000 personas y se escuchó un “¡Uuuuu!”. Nos quedamos sentados frente a frente como si estuviésemos jugando al truco. Me levanté, le pregunté a ella si estaba bien, ella me dijo que sí y entonces se me ocurrió fingir que levantaba algo del piso con lo que me había tropezado. La gente se mató de risa. Pablito Verón siempre me decía: “Vos sos demasiado arriesgado en tu trabajo”. Yo le contestaba “El que no arriesga no gana”. “Pero alguna vez vas a perder”, me retrucaba. Y pasó, nomás.
Roberto Herrera

Desde la década de 1990 formó pareja de vida y de baile con Fabio Narváez, radicándose en Salta, donde ambos fundaron The Tango Dancers Company.
En 1997, Lorena y Fabio fueron convocados para integrar el elencos de Forever Tango de Luis Bravo. Al año siguiente Lorena actuó en la película Tango de Carlos Saura.
A comienzos de 1999 integró el elenco de Todo Tango, dirigida por Ricardo y Nicole, presentándose en Holanda. En 1999/2000 volvió a integrar el elenco de Tango Argentino en la reposición de la misma en Broadway, resultando la obra nominada para los Premios Tony, en la categoría Mejor Revival de un Musical.

## Filmografía
- Tango (1998) de Carlos Saura